# Linia kolejowa Güstrow – Schwaan
Linia kolejowa Güstrow – Schwaan – jednotorowa zelektryfikowana główna linia w Meklemburgii-Pomorzu Przednim, w Niemczech.